# 알바로 사보리오
알바로 알베르토 사보리오 차콘(스페인어: Álvaro Alberto Saborío Chacón, 1982년 3월 25일 ~ )는 코스타리카의 전 축구 선수로서, 포지션은 스트라이커였다.

## 축구인 경력

### 선수 경력
코스타리카의 명문 클럽 데포르티보 사프리사에서 선수 경력을 시작하였으며 데뷔 첫 시즌부터 두 자릿 수 골 기록을 세우며 득점 행진을 시작하였고 FC 시옹으로 이적하기 전까지 리그 149경기에 출전하여 95골을 기록하였다.
독일 월드컵 이후 시옹으로 이적한 사보리오는 첫 시즌 31경기에 출전하여 14골을 성공시키는 준수한 활약을 펼쳤으며 2009년 여름 잉글랜드 스토크 시티의 관심을 받고 있다는 언론 보도도 있었으나 최종적으론 브리스틀 시티로 임대 이적하였다.
브리스틀 시티에서 21경기 2골에 그치며 인상적인 활약을 펼치지 못하였으며 계약 기간 만료 후 레알 솔트레이크에 입단하였다. 2010 시즌이 끝난 후 솔트레이크에서의 첫 시즌에 펼친 활약으로 MLS 올해의 이적생 상을 수상하였다.

## 같이 보기
- A매치 100경기 이상 출전한 축구 선수 명단